# Kabinett Ringstorff II
Das Kabinett Ringstorff II war die Landesregierung von Mecklenburg-Vorpommern nach der Landtagswahl 2002. Sie setzte die rot-rote Koalition aus SPD und PDS fort, die seit 1998 regierte. Ministerpräsident war Harald Ringstorff (SPD). Die Regierung amtierte vom 6. November 2002 bis zum 7. November 2006.

## Voraussetzungen
Zur Wahl stellte sich die seit 1998 amtierende erste rot-rote Koalition in Deutschland unter Ministerpräsident Harald Ringstorff (Kabinett Ringstorff I). Diese erste Regierung unter Beteiligung der SED-Nachfolgepartei PDS in Deutschland hatte bundesweit heftige Diskussionen hervorgerufen. Kritiker sprachen von einem „Tabubruch“ oder von einem „Sündenfall“, andere von einer „Normalisierung“ im Umgang mit einer demokratisch gewählten Partei, die fast ein Viertel der Stimmen erhielt. Bei der Wahl Ringstorffs zum Ministerpräsidenten hatten ihm acht Abgeordnete aus dem eigenen Lager die Stimme versagt, was als deutliches Indiz für den Widerwillen in Teilen der eigenen Partei gegen die Zusammenarbeit mit der sozialistischen PDS gewertet wurde. Die Strategie Ringstorffs, die PDS im Alltagsgeschäft des Regierens „entzaubern“ zu wollen, ging jedoch auf, die PDS verlor 2002 acht Prozentpunkte und war der klare Verlierer der Wahl.
Die Bilanz der Koalition war bescheiden. Nach vierjähriger Amtszeit wies Mecklenburg-Vorpommern eine Arbeitslosenquote von 20 % auf, das Bruttoinlandsprodukt sank seit 1999 kontinuierlich und die Ansiedlung industrieller Großprojekte wie die Fertigung des Airbus in Rostock scheiterten. Wirtschaftlich war Mecklenburg-Vorpommern während der dritten Legislaturperiode somit nicht vorangekommen. Den angekündigten Politikwechsel hatte die PDS auch im Alltag der praktischen Arbeit nicht durchsetzen können und blieb weitgehend ein Mehrheitsbeschaffer für die SPD.
Spitzenkandidaten für die Landtagswahl 2002 waren der populäre, eine Präsidentialisierung seines Amtes betreibende Ministerpräsident Harald Ringstorff für die SPD sowie die beiden Fraktionsvorsitzenden im Schweriner Landtag, Eckhardt Rehberg für die CDU und Angelika Gramkow für die PDS. Wie schon seit der Landtagswahl 1994 waren auch nach der Wahl 2002 nur drei Parteien im Schweriner Landtag vertreten. Die SPD errang 33 Mandate (ein Zuwachs von sechs Sitzen), die CDU 25 (+1) und die PDS 13 (-7). Sowohl die FDP, als auch Bündnis 90/Die Grünen sowie die rechtsextremen Parteien waren an der Sperrklausel gescheitert.

## Die rot-rote Koalition in der vierten Legislaturperiode

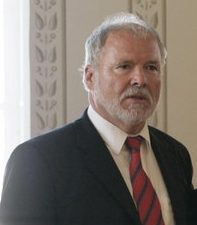
Harald Ringstorff (2007)

Trotz der veränderten Kräfteverhältnisse behielt die PDS drei Ministerposten. Für die PDS stellte es eine Zerreißprobe dar, als Regierungspartei die 2005 in Kraft getretenen Arbeitsmarktreformen organisieren zu müssen. Während die PDS im Bund vehement gegen die Agenda 2010 der rot-grünen Bundesregierung mobilisierte, war das Schweriner Parlament der erste Landtag, der mit den Stimmen der PDS das Ausführungsgesetz zu Hartz IV aus dem Arbeitsministerium unter Helmut Holter (PDS) verabschiedete.

## Liste der Minister
| Minister                                                        | Name                  | Partei                                                 | Partei                       | Staatssekretär               |
| --------------------------------------------------------------- | --------------------- | ------------------------------------------------------ | ---------------------------- | ---------------------------- |
| Ministerpräsident                                               | Harald Ringstorff     |                                                        | SPD                          | Frank Tidick, SPD (bis 2005) |
| Ministerpräsident                                               | Harald Ringstorff     | Reinhard Meyer, SPD (ab 2006) (Chef der Staatskanzlei) | SPD                          |                              |
| Ministerpräsident                                               | Harald Ringstorff     | Thomas Freund (Bevollmächtigter beim Bund)             | SPD                          |                              |
| Stellvertreter des Ministerpräsidenten                          | Wolfgang Methling     |                                                        | PDS                          |                              |
| Umwelt                                                          | Wolfgang Methling     | Dietmar Glitz (bis Januar 2003)                        | PDS                          |                              |
| Umwelt                                                          | Wolfgang Methling     | Harald Stegemann, Linke (ab Januar 2003)               | PDS                          |                              |
| Inneres                                                         | Gottfried Timm        |                                                        | SPD                          | Hartmut Bosch, SPD           |
| Justiz                                                          | Erwin Sellering       | SPD                                                    | Rainer Litten, SPD (ab 2003) |                              |
| Finanzen                                                        | Sigrid Keler          | SPD                                                    | Jost Mediger, SPD            |                              |
| Wirtschaft                                                      | Otto Ebnet            | SPD                                                    | Reinhard Meyer (bis 2005)    |                              |
| Wirtschaft                                                      | Otto Ebnet            | SPD                                                    | Sebastian Schröder (ab 2006) |                              |
| Ernährung, Landwirtschaft, Forsten und Fischerei                | Till Backhaus         | SPD                                                    | Karl Otto Kreer, SPD         |                              |
| Bildung, Wissenschaft und Kultur                                | Hans-Robert Metelmann |                                                        | parteilos                    | Manfred Hiltner, SPD         |
| Arbeit, Bau und Landesentwicklung                               | Helmut Holter         |                                                        | PDS                          | Klaus Sühl, Linke            |
| Soziales                                                        | Marianne Linke        | PDS                                                    | Wolfram Friedersdorff, Linke |                              |
| Parlamentarische Staatssekretärin für Frauen und Gleichstellung | –                     |                                                        | SPD                          | Margret Seemann              |